# Civil Service Football Club
O Civil Service Football Club é um clube inglês de futebol baseada na cidade de Londres. O clube jogava originalmente futebol e rugby, e o Civil Service, junto com o Blackheath, é um dos dois clubes que clamam ser membros fundadores de ambas Football Association e a Rugby Football Union. Entretanto, o clube de rugby é uma entidade distinta e pelo que parece, desde o final do século 19.

## História

### Dois códigos de futebol na fundação
Em 1863 o recém-formado clube Civil Service que jogava futebol sobre os códigos de Rugby e Futebol e fontes dizem que era similar ao Clapham Rovers, um único clube jogando em ambos códigos. Em que ponto o Civil Service Rugby Club tornou-se uma entidade distinta do Clube de Futebol é incerto. Certamente, as histórias publicadas pelos clubes oficiais de futebol e rugby respectivamente não referem-se uma história unida após 1863. Entretanto, o clube ainda era uma entidade unificada quando tornou-se membro fundador da Rugby Football Union em 1871, embora notavelmente não cedeu nenhum membro para o comitê inicial. Entretanto, em 1892 fontes contemporâneas referem-se ao Clapham Rovers como sendo o único neste aspecto de jogar ambos códigos, sugerindo que nesse ponto o Civil Service já tinha times distintos.

### Futebol
O clube é um dos doze fundadores da Football Association no dia 28 de outubro de 1863, e diz ter uma data de origem anteriorer, mas é incerto. Foi representada pelo encontro do fundador com Mr. Warne, do War Office, levando o lado a ser identificado como o "War Office Club" em registros históricos da fundação da FA. Civil Service também foi um dos participantes originais da primeira FA Cup em 1871-72.
O Civil Service teve um papel significante na introdução e popularização do jogo de futebol na Europa no começo da década de 1900 através de turnês, tendo a primeira turnê continental em 1901. Em reconhecimento a contribuição do clube é um membro honorário do Real Madrid e do Slavia Praga.
No começo da história do clube a decisão tomada foi de manter-se amador mesmo com a emergente profissionalização do jogo. O Civil Service subsequentemente ativo na formação de várias ligas amadoras incluindo a Amateur Football Alliance, a Isthmian League em 1906, e a Southern Amateur Football League em 1907.
O CSFC teve grande sucesso nos anos antes da Primeira Guerra Mundial com várias vitórias em outras competições de copas, incluindo a London Senior Cup (1901), a Middlesex Senior Cup (1908 e 1913), e a Amateur Football Association Cup (1910, e novamente em 1920 e 1930). Também conseguiram o título da Southern Amateur League em 1913 e 1914. Nos últimos anos, a acumulação de títulos do clube foi modesta com um título da SAL em 1939 e dois triunfos na liga em 1969 e 1971.
Mais recentemente o clube tem visto o retorno do sucesso. Conseguiram a AFA Senior Cup em 1997 com uma vitória de 4-3 sobre o Lensbury, garantido o troféu pela primeira vez em 67 anos. A temporada de 2001-02 viu o retorno para a Division 1 na Southern Amateur League e um respeitável terceiro lugar.

## Jogadores notáveis
- C.W Herbridge, quatro aparições pelos amadores da Inglaterra em 1920 em partidas contra Gales, França, Irlanda e Bélgica.